# 杷木発着所

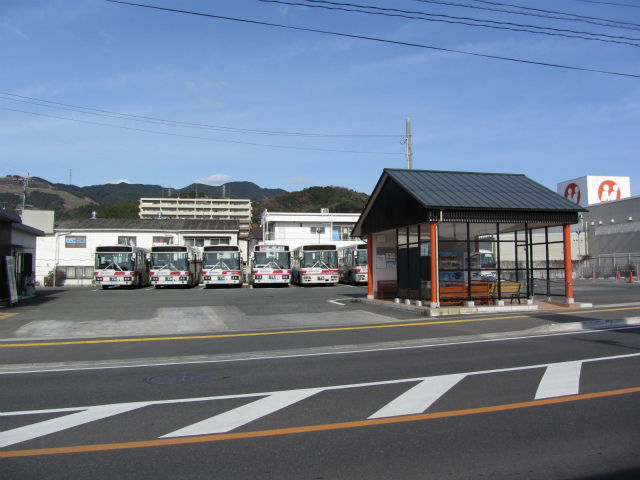
現在

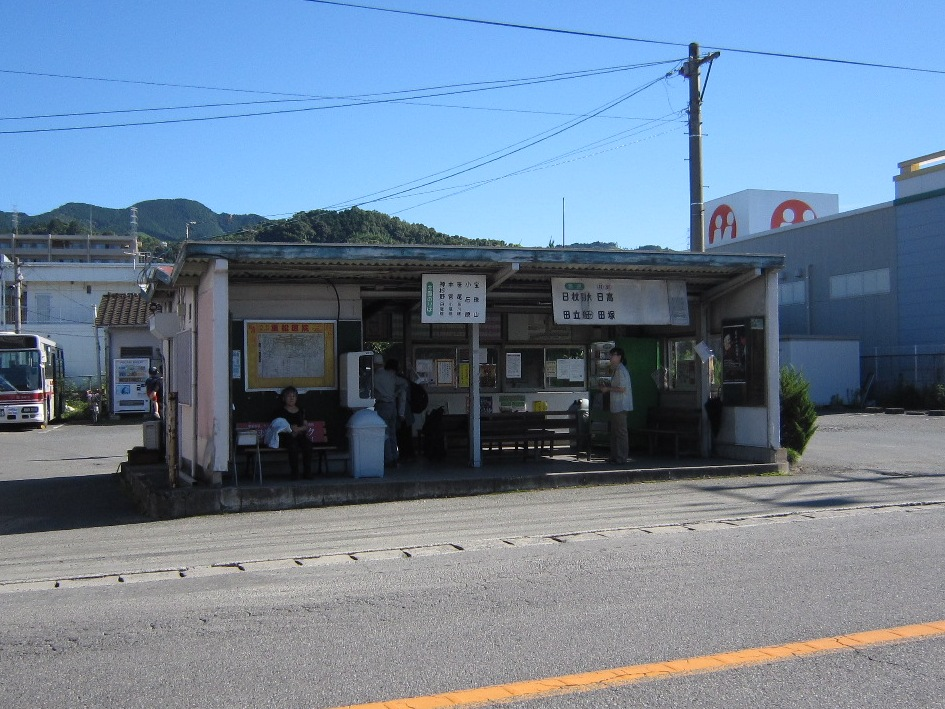
2011年以前

杷木発着所（はきはっちゃくしょ）は、福岡県朝倉市杷木池田（はきいけだ）にある日田バス管理の発着所である。バス停留所としての名称は「杷木」。

## 概要
国道386号（朝倉街道）沿いに位置し、現在はJR二日市駅から出発する一般路線バスの終着地の東端である。当初、この場所に街道上に敷設された朝倉軌道の終着駅が設けられ、旧杷木町の交通の要所となった。その後、この路線を引き継いだ路線バス事業者の西鉄が杷木自動車営業所として開設した。その後幾度かの変遷を経て西鉄バス二日市が管理する停留所となり、2016年11月より施設内に日田バスの杷木営業区が設置されたことにより、日田バス管理となった。
また、大分自動車道杷木ICから至近に位置し、高速道を通るバスが発着するため、旧杷木町と福岡市を結ぶ拠点ともなる場所である。旅客向けの案内は一般・高速路線ともに「杷木」で統一され、正式名称である「杷木発着所」という案内はほとんど使用しない。周辺は旧杷木町の中心市街地であり朝倉市役所杷木支所にも近い。
なお、道路を挟んだ向かい側に、「朝倉市あいのりタクシー」と「のるーと東峰」の「杷木」停留所が存在する。

## 沿革
- 1922年7月15日  - 朝倉軌道恵蘇宿-杷木間5.2kmが延伸開業により、杷木駅が開設。
- 1939年8月21日 - 朝倉軌道運行休止。路線バスに完全に転換される。
- 1940年4月19日 - 朝倉軌道正式廃止。
- 1952年4月1日 - 西日本鉄道が西鉄杷木自動車営業所を開設。
- 1988年2月17日 - 西鉄杷木自動車営業所を分社化し、両筑交通として設立。同時に両筑交通本社となる。
- 2001年8月1日 - 両筑交通から西鉄バス両筑に社名変更。これにより西鉄バス両筑本社となる。
- 2003年7月1日 - 西鉄グループのバス事業再編により、西鉄甘木自動車営業所が管理委託化（車両は西鉄が保有し、運転士は西鉄バス両筑に所属する）され、それに伴い本社が旧西鉄甘木自動車営業所に移転されたため、元の本社は西鉄バス両筑杷木支社となる。
- 2005年7月1日 - 杷木支社に管理委託されていた40番・41番を甘木支社に移管すると共に、杷木ローカル線をすべて西鉄バス久留米に移管し、杷木支社を廃止。杷木発着所となる。
- 2007年7月1日 - 西鉄バス両筑が西鉄バス二日市に吸収合併され解散。杷木発着所は西鉄バス二日市の管轄となる。
- 2016年11月1日 - 構内に日田バス杷木営業区およびそれに付随する西日本鉄道杷木第二自動車営業所を新設。日田バスの貸切バス車両を5台配置。
- 2020年10月1日 - うきはバス乗り入れ開始。
- 2021年4月1日 - サンライト号の発着がなくなる。の発着がなくなる。
- 2025年4月1日 - 小石原・神杉野（コミュニティセンター）方面の路線廃止により、西鉄バス久留米の路線が全廃。

## 構造・設備
営業所を併設することや、高速バスがここで転回を行うことから敷地自体は広く、バスの駐車スペースも十分に取られている。駐車スペースは、北側（旧営業所舎より）に大型車専用、西側と東側に小型車専用のものがある。敷地は広いが、待合所自体はあまり大きくない。
以前は売店と簡易窓口（定期券販売や高速バスの予約は行っていない）・飲料用自販機を備えた待合所を設置していたが、売店・窓口が閉鎖された後、2011年に飲料用自販機とベンチのみを設置する待合室に建て替えられた。なお、日田バス杷木営業区では乗車券やカード類の販売等は行っていない。
便所は待合所の外に設置されており、敷地の西側の日田バス杷木営業区事務所に併設されている。

## 発着路線

### 高速バス
- ひた号
  - 福岡（天神）行き：杷木発着所→（大分自動車道）→基山→（九州自動車道・都市高速）→西鉄天神高速バスターミナル
  - 福岡（博多）行き：杷木発着所→（大分自動車道）→基山→（九州自動車道・都市高速）→福岡空港国内線→博多バスターミナル
  - 日田行き：杷木発着所→（大分自動車道）→日田バスターミナル→日田営業所

### 一般路線バス
- [40]：杷木発着所→原鶴→甘木→朝倉街道→JR二日市駅
- [41]：杷木発着所→原鶴温泉→甘木→朝倉街道→JR二日市駅

### コミュニティバス
- うきはバス（うきは市運行）：うきは市民センター→道の駅うきは→JR筑後大石駅前→杷木→筑後川温泉→ホテルAZ→うきは市民センター

### 主な廃止路線
- （日田バス）杷木発着所→東林田→夜明駅前→南友田→日田バスターミナル　※日祝運休
- （日田バス）杷木発着所→東林田→長渓→竹田新町→日田バスターミナル　※日祝運休
  - 共に2020年4月30日限り廃止。

- （西鉄バス久留米） 杷木発着所→大石→浮羽発着所→田篭→神杉野→コミュニティセンター
- （西鉄バス久留米） 杷木発着所→松末→塔の元→宝珠山→塔の元→小石原
  - 共に2025年3月31日限り廃止。

## 営業拠点

### 日田バス・杷木営業区

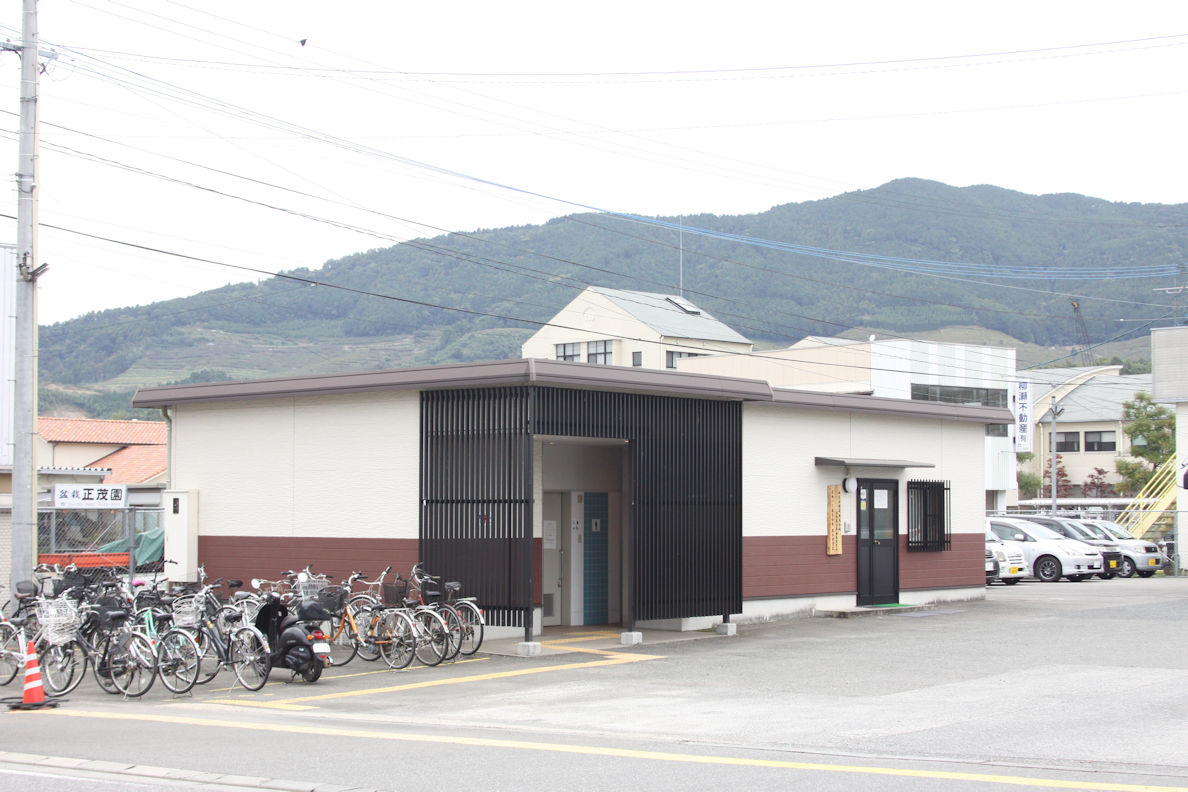
事務所

2016年11月1日、日田バスの貸切バス事業が拡大されることに伴い、発着所内に日田バス株式会社杷木営業区が新設された。同時に、親会社である西日本鉄道より甘木幹線の一部便について管理委託運行が行われることとなり、杷木営業区に付随する組織として西日本鉄道杷木第二自動車営業所も設置された。杷木発着所内にバス営業所が開設されるのは、旧西鉄バス両筑杷木支社閉鎖から約9年4ヶ月ぶりとなる。
新設時点での配置車両は貸切車5台と、他に西日本鉄道より管理委託を受けた一般路線車が在籍、営業所標記は○杷（黒色で表記）である。

### 西鉄バス両筑・杷木支社
前述のとおり、2005年夏までは西鉄バス両筑の杷木支社であった。以下に杷木支社時点の路線を掲載する。
甘木幹線
- □ 40
  - 二日市駅 - 東新町 - 石崎 - 朝倉街道 - 針摺東 - 筑紫野中学校入口 - 天山 - 山家道 - 朝日 - 石櫃 - 下高場道 - 篠隈 - 当所 - 新町 - 依井 - 甘木BC - 甘木営業所
  - 二日市駅 - 東新町 - 石崎 - 朝倉街道 - 針摺東 - 筑紫野中学校入口 - 天山 - 山家道 - 朝日 - 石櫃 - 下高場道 - 篠隈 - 当所 - 新町 - 依井 - 甘木BC - 石の橋 - 横大 - 比良松 - 三連水車の里 - 高山 - 原鶴 - 上原鶴サンライズ前 - 杷木
- □ 41
  - 二日市駅 - 東新町 - 石崎 - 朝倉街道 - 針摺東 - 筑紫野中学校入口 - 天山 - 山家道 - 朝日 - 石櫃 - 下高場道 - 篠隈 - 当所 - 新町 - 依井 - 甘木BC - 石の橋 - 横大 - 比良松 - 三連水車の里 - 高山 - 原鶴温泉 - 上原鶴サンライズ前 - 杷木

杷木支線
- 小石原線：吉井 - 浮羽発着所 - 杷木 - らくゆう館前 - 星丸 - 塔の元 - 黒谷 - 役場前 - 小石原
- 宝珠山線：吉井 - 浮羽発着所 - 杷木 - らくゆう館前 - 星丸 - 塔の元 - 大行司 - 宝珠山
- 黒川線：杷木 - 上原鶴サンライズ前 - 原鶴 - 志波 - 平 - 黒川

浮羽支線
- 小塩線：吉井・杷木 - 浮羽発着所 - 山北 - 岩屋堂 - 本宮
- 妹川線：吉井・杷木 - 浮羽発着所 - 浮羽町役場前 - 落合 - 笹尾
- 田篭線：吉井・杷木 - 浮羽発着所 - 浮羽町役場前 - 合所 - 田篭 - 神杉野